# ألان في. كوكس
ألان في. كوكس (بالإنجليزية: Allan V. Cox)‏ هو جغرافي وأستاذ جامعي وجيولوجي أمريكي، ولد في 17 ديسمبر 1926 في سانتا آنا في الولايات المتحدة، وتوفي في 27 يناير 1987 في بالو ألتو في الولايات المتحدة.

## وصلات خارجية
- ألان في. كوكس على موقع الموسوعة البريطانية (الإنجليزية)